# Великі Шемердяни
Вели́кі Шемердя́ни (рос. Большие Шемердяны, чув. Мăн Шемертен) — село у Чувашії Російської Федерації, у складі Великошемердянського сільського поселення Ядринського району.
Населення — 334 особи (2010; 437 в 2002, 537 в 1979, 705 в 1939, 704 в 1926, 644 в 1906, 512 в 1859, 426 в 1795). У національному розрізі у селі мешкають чуваші та росіяни.

## Історія
Історичні назви: Шевердянови, Троїцьке, Шемердяново, Шемердяни. Згадується із 17 століття. До 1724 року селяни мали статус ясачних, до 1866 року — державних, займались землеробством, тваринництвом. Діяв храм Святої Трійці (1793–1932). 1845 року відкрито сільське парафіяльне училище, з 1867 року — однокласна земська школа, з 1878 року — школа грамоти, з 1897 року — церковнопарафіяльна школа, з 1899 року — земське училище. На початку 20 століття діяв вітряк. 1931 року створено колгосп «Ленінський заповіт». До 1927 року село входило до складу Вильської, Шемердяновської та Балдаєвської волостей Ядринського повіту, потім — у складі Ядринського району.

## Господарство
У селі діють школа, фельдшерсько-акушерський пункт, клуб, церква (з 1994 року), магазин.